# 德祥企業
德祥企業集團有限公司（簡稱德祥企業，英文名稱: ITC Corporation Limited）（港交所：0372），在1997年2月19日，由凱怡控股有限公司更名而來，前身為「亞太基建有限公司」。
現時主要業務是樓宇建築工程、土木工程、專項工程、建築材料、工程及基建服務、物業租、投資及財務。
公司在百慕達註冊，主席為馮德祥。

## 歷史
1974年，海成集團有限公司（當時海成建築（已清盤）控股公司）成立。
1991年，香港交易所主板上市。
1993年，被首長國際收購（直至1995年出售）。
1994年，改名為凱怡控股有限公司。
1996年，被國際德祥（金匡企業（0286.HK）前身）收購，改名為亞太基建有限公司。
2000年，改名為德祥企業，並把原本國際德祥（金匡企業（0286.HK）前身）旗下企業，包括錦興集團、漢傳媒、保華集團、保華建業資產，注入本公司內。

## 旗下主要資產
- 漢傳媒
- 錦興集團
- 德祥地產
- 中華投資股份
- 澳大利亞投資股份
- 保康生研
- 普威集團
  - 達成包裝
  - 新加坡國際貿易
- 江蘇洋口港投資開發有限公司9.9%
- 南通港口集團（持有45%權益）
- 宜昌港務集團（持有51%權益）
- 江陰蘇南集裝箱碼頭（持有40%權益）
- 嘉興內河碼頭（持有90%權益)

## 外部連結
- ITC.com.hk